# Traps siberianos

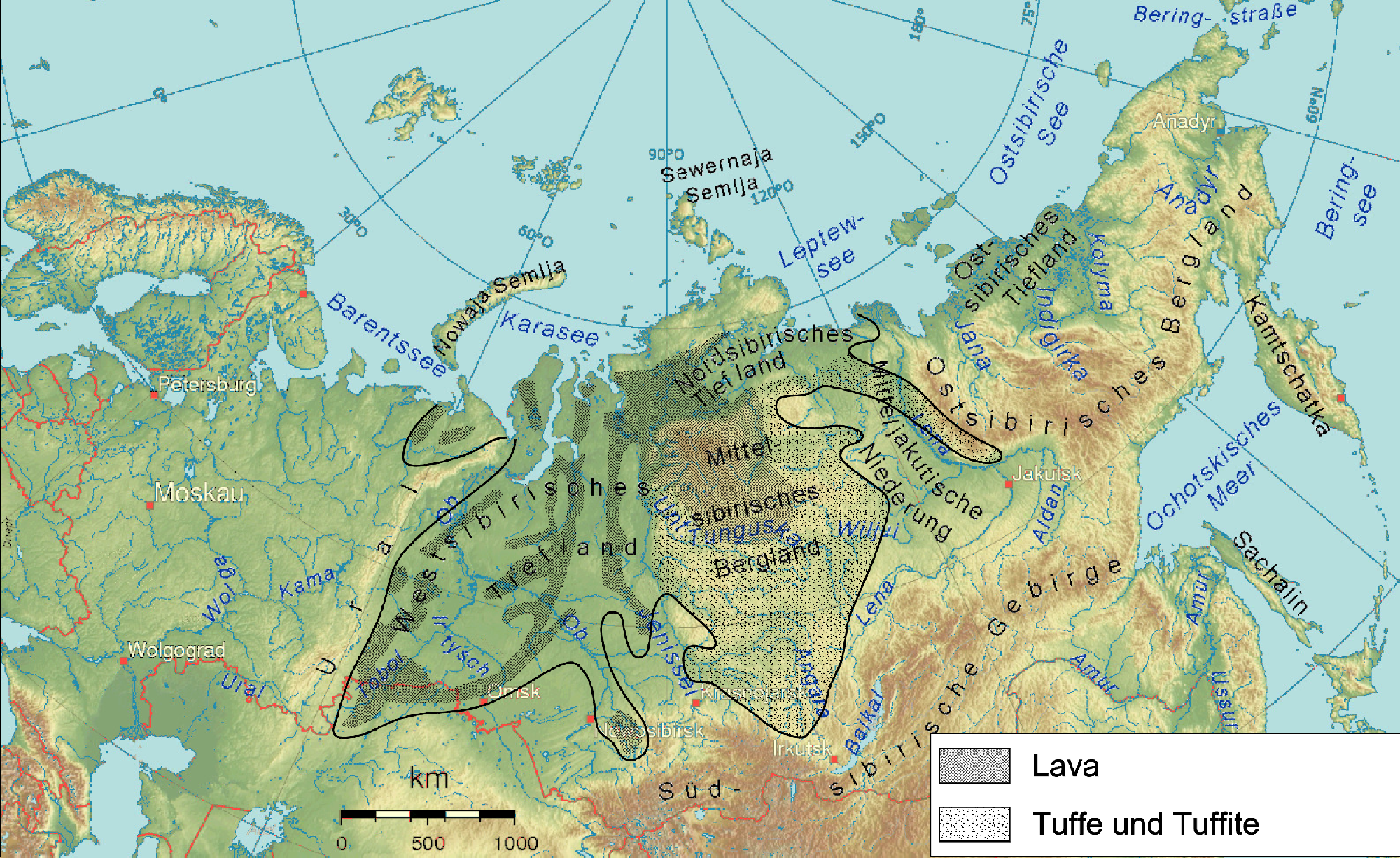
Extensión de los traps siberianos (mapa en alemán)

Los traps siberianos o escaleras siberianas (en ruso: Сибирские траппы, Sibirskie trappi) consisten en una inmensa acumulación de rocas volcánicas (principalmente coladas de lava basáltica) que forman una gran provincia ígnea en Siberia, Rusia. El evento de erupción masiva que dio lugar a los traps, uno de los mayores en la historia geológica de la Tierra, se prolongó durante millones de años y fue clave en la extinción masiva del Pérmico-Triásico, hace 252-251 millones de años.
El término «traps» proviene de la palabra sueca «escaleras» (trappa o trapp), en referencia a las colinas escalonadas que componen el paisaje de la región, típico de las formaciones de basalto.

## Extensión geográfica
Los traps siberianos originados en el evento de formación basáltica cubren en la actualidad aproximadamente dos millones de kilómetros cuadrados, equivalentes a la superficie de Europa Occidental. Las estimaciones sobre su extensión original arrojan cifras cercanas a los siete millones de kilómetros cuadrados, con un volumen de lava de entre uno y cuatro millones de kilómetros cúbicos.
El área se localiza entre los 50° y 75° de latitud Norte, y 60° y 120° de longitud Este.

## Formación
El origen de los traps siberianos ha sido atribuido a diversos motivos, tales como una pluma de manto que impactó la base de la corteza terrestre y traspasó el cratón siberiano, o a un proceso relacionado con la tectónica de placas.
Entre los posibles causantes del evento también se encuentra el impacto que formó el cráter de la Tierra de Wilkes, en la Antártida, que pudo haber acontecido en el mismo periodo. Esta teoría mantiene que los traps siberianos fueron el resultado de una serie de réplicas sísmicas en el interior de la Tierra que culminaron en una erupción gigantesca en un punto próximo a las antípodas del lugar de colisión del asteroide. Los científicos siguen debatiendo la factibilidad de esta hipótesis.
Se cree que los traps siberianos entraron en erupción a través de numerosas fuentes durante más de un millón de años, en regiones situadas al este y sur de Norilsk, Siberia. Es posible que algunas de las erupciones individuales llegasen a emitir volúmenes de lava superiores a los 2000 km³.
La presencia de una amplia toba volcánica y de depósitos piroclásticos sugiere que una serie de grandes erupciones explosivas tuvieron lugar antes de las erupciones de lava basáltica o durante las mismas. La presencia de rocas volcánicas silícicas como la riolita, indican también erupciones de carácter explosivo.

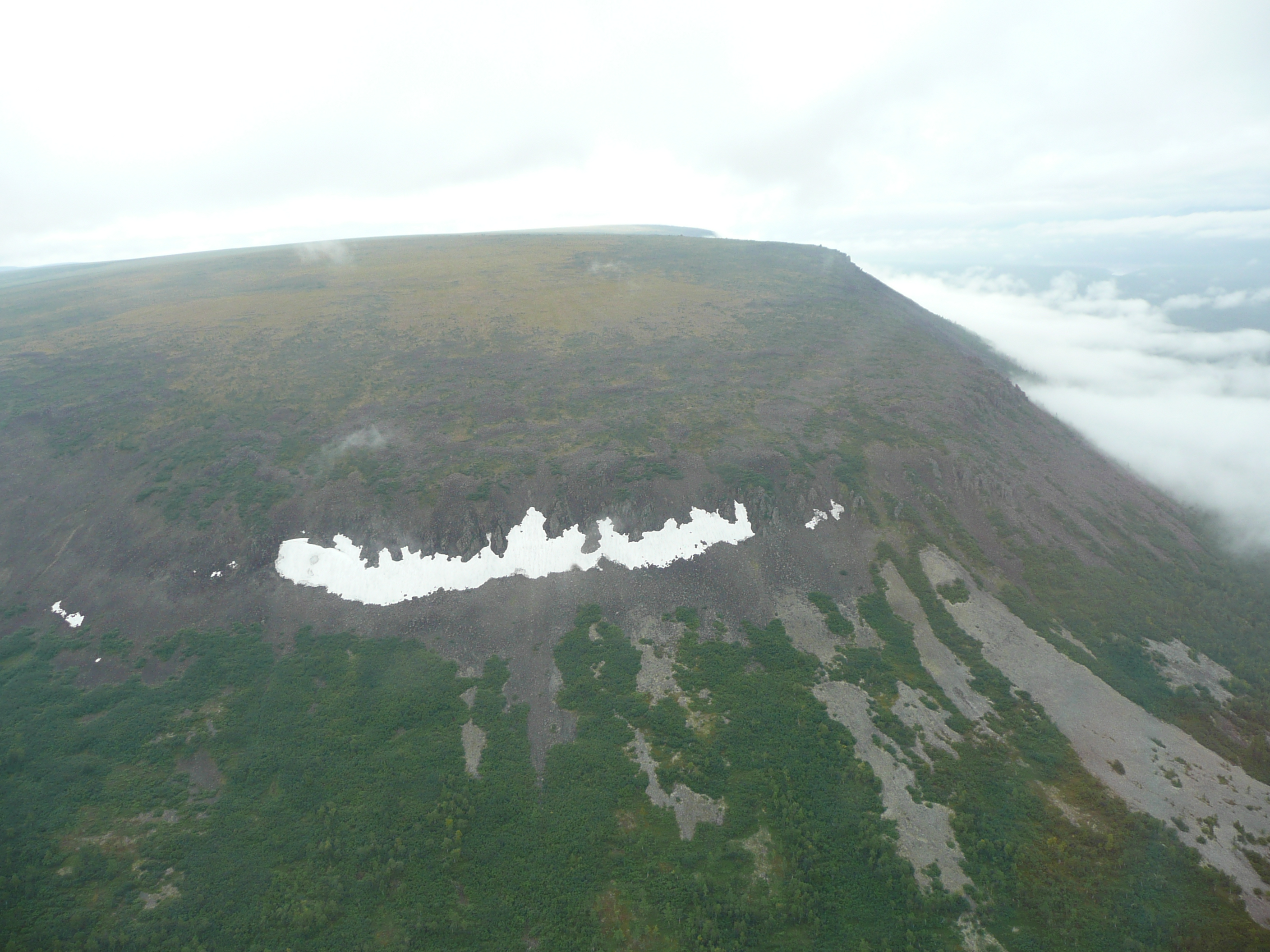
La meseta de Putorana, Patrimonio de la Humanidad por la Unesco, pertenece a los traps siberianos

## Impacto en la vida prehistórica
Este evento volcánico se extendió a lo largo del límite entre el Pérmico y el Triásico, hace unos 250 millones de años, y es citado como una de las posibles causas que provocaron la extinción masiva de dicho periodo, conocida como la Gran Mortandad (la mayor en la historia de la Tierra). Actualmente, se desconoce si la responsabilidad de los traps siberianos en el evento de extinción fue directa o si, por el contrario, fueron causados por un evento mayor, como el impacto de un asteroide. 
Recientemente ha surgido la hipótesis de que esta erupción masiva pudo conllevar un crecimiento descontrolado en la población de Methanosarcina, un microorganismo anaerobio productor de metano (un gas de efecto invernadero veintitrés veces más potente que el dióxido de carbono). Los gases emitidos por los traps siberianos pudieron provocar de por sí un efecto invernadero que aumentase la temperatura de los océanos hasta un punto crítico en el que los depósitos de hidrato de metano del fondo marino reaccionasen, liberando grandes cantidades adicionales de metano a la superficie y agravando el calentamiento global.
El evento de extinción del Pérmico-Triásico afectó a toda la vida en la Tierra y se estima que pudo acabar con el 90 % de las especies. Los estudios realizados al respecto indican que el planeta necesitó más de 30 millones de años para recuperarse de las perturbaciones climáticas derivadas de esta serie de erupciones. Los cálculos de la temperatura del mar realizados con delta-O-18 (un indicador del ratio de isótopos estables), revelan que las temperaturas oceánicas ecuatoriales llegaron a superar los 40 °C (105 °F).
Las evidencias paleontológicas indican, además, que la distribución global de los tetrápodos se desvaneció, con raras excepciones en la región de Pangea actualmente ocupada por Utah, entre las latitudes 40ºS y 30ºN. La brecha coincide con la escasez de carbón del periodo comprendido entre el final del Pérmico y el Triásico Medio, como consecuencia de la pérdida de los pantanos de turba. La formación de turba, un producto resultante de la putrefacción de vegetación en el agua ácida de marismas, pantanos y humedales en condiciones de baja actividad microbiana; no se restableció hasta el Anisiense (hace 245-237 millones de años) y solo en altas latitudes del sur. No obstante, los bosques de gimnospermas aparecieron con anterioridad, aunque en altas latitudes del norte y del sur.
En Pangea Ecuatorial, la repoblación forestal de bosques dominados por coníferas requirió el paso de millones de años tras la extinción. Las primeras reservas de carbón posteriores al evento de estas latitudes, datan del Carniense (transcurridos 15 millones de años del final del Pérmico). Estos signos indican que las temperaturas ecuatoriales fueron muy superiores a las toleradas por la mayoría de vertebrados marinos al menos durante dos máximos térmicos, mientras que las temperaturas ecuatoriales terrestres eran lo suficientemente elevadas como para suprimir la abundancia de plantas y animales durante la mayor parte del Triásico temprano.

## Depósitos de níquel
El gran depósito de níquel, cobre y paladio de Norilsk-Talnakh reside entre los conductos de magma en la parte principal de los traps siberianos.

## En la cultura popular
Los traps siberianos, el episodio eruptivo que los formó y la extinción en masa del Pérmico-Triásico, han sido cubiertos por varios documentales, entre ellos Animal Armageddon y The Day The Earth Nearly Died. También han sido mencionados en la serie documental de 2014 Cosmos presentado y narrado por Neil deGrasse Tyson, en el episodio titulado Evolución molécula a molécula y en la serie documental Cómo Funciona el Universo en el episodio titulado Armas de extinción masiva.